# The Umbrella Academy (serie de televisión)
The Umbrella Academy es una serie de televisión de superhéroes estadounidense de 2019, desarrollada por Steve Blackman para Netflix. Es una adaptación de la serie de cómics homónima escrita por Gerard Way desde 2007 y publicada por Dark Horse Comics. Su primera temporada, que adapta las series limitadas Apocalypse suite y Dallas, se estrenó el 15 de febrero de 2019. En abril de 2019, la serie se renovó para una segunda temporada que se estrenó el 31 de julio del 2020. En noviembre de 2020, Netflix renovó la serie para una tercera temporada, que se estrenó el 22 de junio de 2022. En agosto de 2022, la serie fue renovada para una cuarta y última temporada que se estrenó el 8 de agosto de 2024.

## Argumento
The Umbrella Academy está ambientada en un universo donde 43 mujeres de todo el mundo dan a luz simultáneamente a las 12:00 p. m. del 1 de octubre de 1989, a pesar de que ninguna de ellas había mostrado ningún signo de embarazo hasta ese momento. Siete de esos niños son adoptados por el multimillonario Sir Reginald Hargreeves y se convierten en un equipo de superhéroes al que él llama "The Umbrella Academy". Hargreeves les da a los niños números en lugar de nombres, pero finalmente son nombrados (excepto Número 5) por su madre robot, Grace, como Luther, Diego, Allison, Klaus, Ben y Vanya. Mientras pone a luchar a seis de sus hijos contra el crimen, Reginald mantiene a Vanya al margen de las actividades de sus hermanos, ya que supuestamente ella no tiene poderes propios.
La primera temporada se desarrolla en la actualidad, donde Luther es parte mono y ha vivido en la Luna durante cuatro años, Allison es una actriz famosa, Vanya es violinista, Klaus tiene una adicción a las drogas, Cinco vive en el futuro, Ben —ahora fallecido— es un fantasma capaz de conversar solo con Klaus ya que este tiene poderes para hablar con los muertos y traerlos a la vida de manera temporal, y Diego se ha convertido en un justiciero. Los hermanos separados se enteran de que Reginald ha muerto y se reúnen para su funeral. Cinco regresa del futuro y le revela a sus hermanos que un apocalipsis global se acerca, pero es perseguido por dos agentes de la comisión en la cual el solía trabajar, que viajan en el tiempo, Hazel y Cha-Cha. Mientras tanto, los hermanos reunidos intentan descubrir los secretos detrás de la vida de su padre, a medida que sus relaciones disfuncionales se tensan aún más.
La segunda temporada se desarrolla inmediatamente después de la primera. Al no poder detener el apocalipsis, los hermanos se ven obligados a viajar en el tiempo, pero sale mal, dispersándose en diferentes años en la década de 1960 en Dallas, Texas. Cinco aparece el 25 de noviembre de 1963, en medio de una guerra nuclear, pero con la ayuda de Hazel logra viajar diez días atrás. Mientras es perseguido por un trío de asesinos suecos, Cinco encuentra a sus hermanos, quienes han hecho nuevas vidas, e intenta reunirlos para detener este nuevo apocalipsis.
La tercera temporada se desarrolla inmediatamente después de la segunda, con los hermanos logrando regresar a su época (2019) y dándose cuenta de que, debido a sus acciones en el pasado, crearon una nueva línea de tiempo en la que fueron reemplazados por otro grupo de superhéroes Hargreeves adoptados por Reginald, apodados "The Sparrow Academy", y encontrándose de nuevo a su hermano Ben, pero en una versión completamente diferente a la que ellos conocieron. Además, también tienen que encontrar una manera de evitar que un kugelblitz consuma y destruya el universo.
En la temporada final, los hermanos se reencuentran con el objetivo de detener la "purga". También recuperan sus poderes en el proceso, y algunos obtienen poderes aumentados o completamente diferentes. Al final, se dan cuenta de que la única forma de salvar el universo es sacrificándose y siendo borrados de la historia, dándose cuenta de que esta era la única forma de arreglar todas las líneas temporales rotas y los apocalipsis que causaron. Aceptan esto y dejan que la purga restablezca la línea de tiempo a la normalidad, eliminando efectivamente la existencia de la Academia Umbrella. Con su desaparición, vemos cómo al final solo queda el universo original y cómo los personajes que habíamos visto a lo largo de las temporadas, viven sus vidas normales como siempre debería haber sido.

## Elenco y personajes

### Principales
- Elliot Page[nota 1] como Vanya Hargreeves / Viktor Hargreeves / The White Violin / Número Siete. T. J. McGibbon y Alyssa Gervasi interpretan a Viktor de adolescente y de 4 años, respectivamente.
- Tom Hopper como Luther Hargreeves / Spaceboy / Número Uno. Cameron Brodeur interpreta a Luther de joven.
- David Castañeda como Diego Hargreeves / The Kraken / Número Dos. Blake Talabis interpreta a Diego de joven.
- Emmy Raver-Lampman como Allison Hargreeves / The Rumor / Número Tres. Eden Cupid y Jordana Blake interpretan a Allison de adolescente y de 4 años, respectivamente.
- Robert Sheehan como Klaus Hargreeves / The Séance / Número Cuatro. Dante Albidone interpreta a Klaus de joven.
- Aidan Gallagher como Cinco Hargreeves / The Boy / Número Cinco. Jim Watson y Sean Sullivan interpretan a Cinco de adulto y de anciano, respectivamente.
- Mary J. Blige como Cha-Cha (temporada 1)
- Cameron Britton como Hazel (temporada 1; invitado en temporada 2)
- John Magaro como Leonard Peabody / Harold Jenkins (temporada 1). Jesse Noah Gruman interpreta a Harold de joven.
- Adam Godley como Pogo (temporada 1; recurrente en temporada 2-3). Ken Hall es el doble del cuerpo del personaje.
- Colm Feore como Sir Reginald Hargreeves
- Justin H. Min como Ben Hargreeves / The Horror / Número Seis (temporada 2-; recurrente en temporada 1). Min también interpreta a Ben / Sparrow Número Dos en la temporada 3.
- Ritu Arya como Lila Pitts (temporada 2-). Raya Korah y Anjana Vernuganan interpretan a Lila de adolescente y de 4 años, respectivamente.
- Yusuf Gatewood como Raymond Chestnut (temporada 2; invitado en temporada 3)
- Marin Ireland como Sissy Cooper(temporada 2; invitada en temporada 3)
- Kate Walsh como la Encargada (temporada 2; recurrente en temporada 1; invitada en temporada 3).
- Génesis Rodríguez como Sloane Hargreeves / Sparrow Número Cinco (temporada 3)
- Britne Oldford como Fei Hargreeves / Sparrow Número Tres (temporada 3)

### Recurrentes
- Sheila McCarthy como Agnes Rofa (temporada 1)
- Jordan Claire Robbins como Grace Hargreeves / Mamá
- Ashley Madekwe como Detective Eudora Patch (temporada 1)
- Peter Outerbridge como el Conductor (temporada 1)
- Rainbow Sun Francks como Detective Chuck Beaman (temporada 1)
- Matt Biedel como Sgt. Dale Chedder (temporada 1)
- Kevin Rankin como Elliott (temporada 2)
- Justin Paul Kelly (temporada 2; invitado en temporada 3) y Callum Keith Rennie (temporada 3) como Harlan Cooper
- John Kapelos como Jack Ruby (temporada 2)
- Kris Holden-Ried como Axel (temporada 2)
- Jason Bryden como Otto (temporada 2)
- Tom Sinclair como Oscar (temporada 2)
- Cody Ray Thompson y Calem MacDonald como Dave / joven Dave (temporada 2; invitado en temporada 1)
- Stephen Bogaert como Carl Cooper (temporada 2)
- Ken Hall como Herb (temporada 2; invitado en temporadas 1, 3)
- Patrice Goodman como Dot (temporada 2; invitada en temporadas 1, 3)
- Dov Tiefenbach como Keechie (temporada 2)
- Robin Atkin Downes como AJ Carmichael (temporada 2)
- Justin Cornwell como Marcus Hargreeves / Sparrow Número Uno (temporada 3)
- Jake Epstein como Alphonso Hargreeves / Sparrow Número Cuatro (temporada 3)
- Cazzie David como Jayme Hargreeves / Sparrow Número Seis (temporada 3)
- Julian Richings como Chet Rodo (temporada 3)
- Javon Walton como Stan (temporada 3)

## Episodios
| Temporada | Temporada | Episodios | Episodios | Emisión original      | Emisión original      |
| --------- | --------- | --------- | --------- | --------------------- | --------------------- |
|           | 1         | 10        | 10        | 15 de febrero de 2019 | 15 de febrero de 2019 |
|           | 2         | 10        | 10        | 31 de julio de 2020   | 31 de julio de 2020   |
|           | 3         | 10        | 10        | 22 de junio de 2022   | 22 de junio de 2022   |
|           | 4         | 6         | 6         | 8 de agosto de 2024   | 8 de agosto de 2024   |

### Primera temporada (2019)
| N.º | Título                                | Dirigido por     | Escrito por                            | Fecha de lanzamiento original |
| --- | ------------------------------------- | ---------------- | -------------------------------------- | ----------------------------- |
| 1 | «Solo nos vemos en bodas y funerales» | Peter Hoar       | Jeremy Slater                          | 15 de febrero de 2019         |
| En 1989, cuarenta y tres mujeres dan a luz simultáneamente, a pesar de no mostrar signos previos de embarazo. Siete de los niños son encontrados y adoptados por el excéntrico multimillonario Reginald Hargreeves (Colm Feore), quien los cría como un equipo de superhéroes. Hargreeves llama a los niños por números, del uno al siete, pero Grace (Jordan Claire Robbins), su madre androide, les da nombres. Años más tarde, los niños supervivientes son mayores y se reúnen para el funeral de Hargreeves. El monóculo que siempre usó Hargreeves se pierde después de su muerte, lo que lleva a Luther (Tom Hopper) (Número Uno) a sospechar de un juego sucio y se pone a investigar. Número Cinco (Aidan Gallagher), que desapareció 16 años antes, aparece en una bola de energía azul, afirmando haber regresado del futuro. Tiene su cuerpo de 13 años, pero afirma que tiene cincuenta y ocho años. Surgen tensiones entre los hermanos, y Diego (David Castañeda) se pelea con Luther, que destruye una estatua de su hermano muerto, Ben (Justin H. Min). Más tarde, Cinco visita una tienda de donas cuando varios hombres armados entran y abren fuego. Después de matar a los hombres, Cinco se quita un rastreador que encuentra incrustado en su brazo. Se revela que Diego tiene el monóculo y que Klaus puede hablar con el fantasma de Ben. Cinco llega al apartamento de Vanya (Elliot Page) y le advierte que el mundo se acabará en ocho días, pero ella duda un poco.                                                                                           |                                       |                  |                                        |                               |
| 2 | «Corre, chico, corre»                 | Andrew Bernstein | Steve Blackman                         | 15 de febrero de 2019         |
| Vanya cree que la mente de Cinco ha sido corrompida por los viajes en el tiempo, y que el mundo no se acabará realmente. Los agentes Cha-Cha (Mary J. Blige) y Hazel (Cameron Britton) llegan a un motel y comienzan a rastrear a su objetivo: Cinco. Luther se entera de que Diego tuvo una pelea de box en el momento de la muerte de su padre, lo que lo descarta como sospechoso. Vanya conoce a su último estudiante de violín, Leonard (John Magaro). Con la ayuda parcial de Klaus (Robert Sheehan), Número Cinco intenta descubrir el origen de una prótesis de ojo que encontró en el futuro, sabiendo que su dueño pronto destruirá el mundo. Cinco visita una tienda departamental para ver a «Dolores», un maniquí de tienda que fue su compañera durante treinta años, y es atacado por Cha-Cha y Hazel. La examiga de Diego, la detective Eudora Patch (Ashley Madekwe), investiga las muertes en la tienda de donas, pero su único testigo ya ha sido interrogado por Diego. Mientras Allison (Emmy Raver-Lampman) mira viejos vídeos de vigilancia de su infancia para animarse, encuentra una cinta inquietante de su padre. Se revela que en el futuro apocalíptico, Cinco encontró a todos sus hermanos muertos. |                                       |                  |                                        |                               |
| 3 | «Extra ordinaria»                     | Andrew Bernstein | Ben Nedivi y Matt Wolpert              | 15 de febrero de 2019         |
| Después de que Allison le muestra a Luther la cinta de video en la que aparece Grace, la "madre" androide de los hermanos, sirviendo té supuestamente envenenado a su padre, los dos le preguntan a su madre sobre el incidente. El androide afirma no recordar nada al respecto, pero los hermanos sospechan que está ocultando algo. Vanya conoce mejor a Leonard. Cinco inicia una observación del fabricante del ojo protésico. Agnes (Sheila McCarthy), la camarera del café donut, describe el tatuaje del paraguas de Cinco a Cha-Cha y Hazel, llevándolos a la casa de los Hargreeve. Mientras Luther y Allison reúnen al resto de sus hermanos para ver las imágenes, Diego revela que le quitó el monóculo a Grace después del funeral y lo tiró. Los hermanos no están de acuerdo sobre si apagar a Grace o no. Cha-Cha y Hazel irrumpen en la casa de los Hargreeves y atacan a Luther, Diego, Allison y Vanya, pero huyen y secuestran a Klaus cuando los hermanos se defienden. Diego finalmente apaga a Grace, ya que ella es totalmente ajena a la pelea y muestra otras fallas. |                                       |                  |                                        |                               |
| 4 | «Hombre en la Luna»                   | Ellen Kuras      | Lauren Schmidt Hissrich                | 15 de febrero de 2019         |
| Hace siete años, Hargreeves envía a Luther a una misión y sale muy mal. Para salvar su vida, Hargreeves inyecta a Luther un suero que también transforma su cuerpo en el de un simio. En el presente, Allison y Luther encuentran a Grace desactivada y asumen que los sicarios la desconectaron. Leonard y Vanya se unen y acuerdan ir a cenar. Mientras tanto, Cha-Cha y Hazel torturan a Klaus para obtener información sobre Cinco. Cuando comienzan a destruir las drogas de Klaus, él da información y, después de recuperarse, comienza a ver a sus víctimas muertas. Cinco amenaza al hombre de Meritech para obtener más información sobre el ojo protésico. Cha-cha y Hazel, ahora conscientes de la investigación de Cinco, van al laboratorio y le prenden fuego. Diego y Luther encuentran a Cinco desmayado borracho. Patch va al motel para buscar a los dos sicarios y libera a Klaus, pero Cha-Cha la mata. Klaus escapa por las rejillas de ventilación con el maletín. Mientras abre el maletín, viaja en el tiempo. |                                       |                  |                                        |                               |
| 5 | «Número Cinco»                        | Ellen Kuras      | Bob DeLaurentis                        | 15 de febrero de 2019         |
| Un flashback muestra la vida de Número Cinco en el futuro apocalíptico. Finalmente es abordado por la Encargada (Kate Walsh), en representación de una organización llamada «La Comisión». Ella le ofrece un trabajo. Trabaja un tiempo para ellos matando personas a lo largo de la historia hasta que encuentra la manera de regresar al presente. Allison sospecha que Leonard está ocultando algo y hace averiguaciones, pero Vanya descarta sus preocupaciones y se enoja con ella. Vanya deja de tomar sus pastillas. Cuando hace una audición para la primera cátedra de su orquesta, lo consigue, pero al mismo tiempo, aparece un poder misterioso dentro de ella. Klaus destruye el maletín después de regresar de su viaje en el tiempo. Luchó en la guerra de Vietnam, perdió a alguien que conoció durante su viaje y está muy traumatizado. Luther y Cinco engañan a los sicarios para que organicen una reunión con la Encargada a cambio de un maletín diferente. Ella le ofrece a Número Cinco un nuevo trabajo, que acepta con la condición de que su familia sobreviva. Pogo (Adam Godley) reactiva a Grace y le pide que mantenga un secreto para los niños. |                                       |                  |                                        |                               |
| 6 | «El día que no ocurrió»               | Stephen Surjik   | Sneha Koorse                           | 15 de febrero de 2019         |
| El salto en el tiempo de Klaus lo lleva a la guerra de Vietnam, donde se enamora de un soldado llamado Dave (Code Ray Thompson). Cha-Cha recibe órdenes de despedir a Hazel, y La Encargada lleva a Cinco a la sede de la Comisión. Luther informa a la Academia sobre el inminente apocalipsis, pero no logra inspirar al grupo a luchar. Vanya está enojada por ser excluida: sin saberlo, causa una tormenta y dobla varias farolas con sus poderes emergentes. Klaus le pide a Diego que lo ayude a recuperar la sobriedad, con la esperanza de ver el fantasma de Dave antes de que se acabe el mundo. Luther se siente traicionado cuando descubre que su investigación sobre la Luna fue inútil. Diego se sorprende al descubrir que Grace se ha reactivado. Luther y Allison se confiesan sus sentimientos románticos. Cinco intercepta órdenes para proteger a un hombre llamado Harold Jenkins y envía órdenes a Cha-Cha y Hazel, diciéndoles que se maten el uno al otro. Vanya descubre el cuaderno de su padre en la casa de Leonard, lo lee y descubre que su padre conocía sus poderes y los suprimió. Cinco roba un maletín que viaja en el tiempo y huye de la Comisión. Cinco retrocede el tiempo, llega al comienzo del episodio, modifica la línea de tiempo y reúne a sus hermanos para detener el apocalipsis. |                                       |                  |                                        |                               |
| 7 | «El día que sí ocurrió»               | Stephen Surjik   | Ben Nedivi y Matt Wolpert              | 15 de febrero de 2019         |
| En 1989, Harold Jenkins nace de un embarazo normal aunque su madre muere durante el trabajo de parto. Harold idolatra a la Umbrella Academy y cree que es como ellos; durante una presentación de la academia, Reginald rechaza a Harold, diciéndole que no tiene nada de especial y este se entristece y enfurece. Harold asesina a su padre abusivo y alcohólico y es sentenciado a 12 años de prisión. Cinco revela que deben localizar a Harold y evitar que cause el apocalipsis. Diego se entera de que él es el principal sospechoso del asesinato del detective Patch, y Allison reconoce a Harold como Leonard en un archivo policial. Diego, Allison y Cinco irrumpen en la casa de Leonard y descubren objetos de interés destruidos de la Academia Umbrella, pero su búsqueda se interrumpe después de que Cinco se desmayara por una herida de metralleta. Luther se deprime al enterarse de la verdad detrás de su misión a la Luna. Va a una cantina donde se emborracha. Klaus lo sigue y queda inconsciente en una pelea. Ve a Reginald, quien le dice que Klaus no ha visto completamente el potencial de sus poderes y que orquestó su propia muerte para unir a los seis niños. Hazel recibe órdenes de matar a Cha-Cha, pero en cambio la incapacita. Leonard y Vanya son acosados por un trío de matones al salir de un restaurante. Golpean a Leonard, causando que los poderes de Vanya explotaran, matando a dos de ellos. Leonard se recupera en el hospital, habiendo perdido su ojo derecho en el evento, mientras Allison busca a Vanya, y Diego es arrestado. |                                       |                  |                                        |                               |
| 8 | «Corre el rumor»                      | Jeremy Webb      | Lauren Schmidt Hissrich y Sneha Koorse | 15 de febrero de 2019         |
| Incapaz de encontrar a Vanya, Allison acompaña a un oficial de policía que investiga el ataque a Leonard y Vanya con el pretexto de que está trabajando un papel actoral. Cuando Leonard y Vanya abandonan el hospital, se enteran de que solo el tercer asaltante sobrevivió. Allison y el oficial interrogan al agresor sobreviviente y se enteran de que Leonard les pagó a los matones para que lo atacaran. Hazel se escapa con Agnes y emprende el viaje que siempre había planeado. Al llegar a su primera parada, la deja porque se tenía que hacer cargo de un problema, pero promete regresar. Cha-Cha va a la tienda de donas de Agnes, descubre hacia dónde se dirigen e incendia toda la tienda. Leonard lleva a Vanya al bosque para entrenarla y que desarrolle sus habilidades, que se fortalecen a medida que recuerda su entrenamiento infantil con Reginald. Reginald temía que sus poderes fueran demasiado grandes, así que la aisló y comenzó a medicarla para estabilizar sus emociones. Allison finalmente encuentra a Vanya en la cabaña y confiesa que Reginald le pidió que usara sus poderes para convencer a Vanya de que era «ordinaria». Vanya arremete con su arco de violín, cortando la garganta de Allison con su poder. Leonard se lleva a Vanya y dejan a Allison inconsciente y sangrando. |                                       |                  |                                        |                               |
| 9 | «Cambios»                             | Jeremy Webb      | Bob DeLaurentis y Eric W. Phillips     | 15 de febrero de 2019         |
| Una joven Vanya usa sus poderes para atacar a varias niñeras antes de que Reginald finalmente construya a Grace. Leonard lleva a Vanya de regreso a su casa, quien está plagada de culpa. Allison sobrevive y es rescatada por sus hermanos. Sin embargo, ella no puede hablar. Klaus intenta drogarse de nuevo, lo que hace que Ben golpee a Klaus en la cara y revela que Ben pudo hacer contacto físico gracias a los poderes de Klaus. En la casa de Leonard, Vanya descubre el diario de su padre, Reginald. Al darse cuenta de la manipulación de Leonard, ella lo mata en un ataque de rabia. Su cuerpo es descubierto por los hermanos de Vanya y Cinco hace coincidir el ojo de cristal con Leonard. Hazel llega a la Umbrella Academy para ofrecerse como voluntario para ayudar a detener el apocalipsis, pero se entera de que Cinco ya lo había hecho. Hazel revela que Cha-Cha es la asesina de Patch y deja sus armas para ayudar a exonerar de toda culpa a Diego. Hazel regresa con Agnes, y descubre que Cha-Cha la ha tomado como rehén. Su lucha es interrumpida por La Encargada. Allison se despierta, aun no puede hablar, pero le escribe en una libreta a Luther contándole que Vanya tiene poderes. Vanya regresa a la casa y Luther la incapacita antes de encerrarla en una cámara de aislamiento. Los demás protestan pero Luther se niega a dejarla libre. Con el corazón roto y furiosa, Vanya usa sus poderes oscuros y hace estallar la cámara donde la habían encerrado.                                                                                  |                                       |                  |                                        |                               |
| 10 | «El violín blanco»                    | Peter Hoar       | Steve Blackman                         | 15 de febrero de 2019         |
| Los hermanos escapan mientras Vanya, furiosa, destruye la mansión. Ben puede presentarse físicamente, salvando a Diego de los escombros que caen. Vanya se enfrenta a Pogo, quien admite conocer sus poderes. Ella lo mata, y Grace es destruida cuando el edificio se derrumba. Los hermanos se reagrupan en una bolera mientras Vanya se prepara para su concierto. Cinco se encuentra con la Encargada en el motel, solo para darse cuenta de que es una distracción. Los hermanos escapan hacia el Teatro Icarus, mientras que Hazel y Cha-Cha reciben la orden de proteger a Vanya. Sin embargo, Hazel traiciona a Cha-Cha y la atropella antes de regresar al motel, dispararle a la Encargada y rescatar a Agnes. Cuando comienza el concierto, los hermanos no logran detener a Vanya y los soldados de la Comisión entran al teatro. Ben se manifiesta físicamente a través de Klaus y usa sus poderes para derrotar a los pistoleros. Mientras Vanya tiene atrapados a sus hermanos, Allison la incapacita disparando justo al lado de su cabeza y toda su energía acumulada se redirige al espacio y destruye la Luna. Los fragmentos comienzan a llover sobre el mundo, provocando el temido apocalipsis. Habiendo fallado en su misión, Cinco sugiere que usen su habilidad para viajar en el tiempo y detener el apocalipsis como equipo. A medida que el mundo se consume, Hazel y Agnes escapan y el equipo de superhéroes retrocede en el tiempo justo antes de que el apocalipsis pueda matarlos.                                                                         |                                       |                  |                                        |                               |

### Segunda temporada (2020)
| N.º en serie | N.º en temp. | Título                   | Dirigido por    | Escrito por                     | Fecha de lanzamiento original |
| --- | ------------ | ------------------------ | --------------- | ------------------------------- | ----------------------------- |
| 11 | 1            | «De vuelta al principio» | Sylvain White   | Steve Blackman                  | 31 de julio de 2020           |
| El viaje en el tiempo de Cinco sale mal y sus hermanos terminan en diferentes años en la década de 1960 en Dallas. Cinco llega el 25 de noviembre de 1963 y encuentra a sus hermanos luchando contra soldados soviéticos. Aparece Hazel y junto a Cinco escapan antes de que el mundo sea destruido por las armas nucleares. Hazel le explica que él y sus hermanos tienen diez días para detener el apocalipsis. Tres asesinos suecos, Axel (Kris Holden-Ried), Otto (Jason Bryden) y Oscar (Tom Sinclair), llegan y matan a Hazel, aunque Cinco logra escapar y termina en la casa de un hombre llamado Elliott (Kevin Rankin), quien accede a ayudar a Cinco. Se revelan las vidas de los otros hermanos: Luther es el guardaespaldas de Jack Ruby (John Kapelos), Diego está preso en un asilo mental y quiere evitar el asesinato de John F. Kennedy, Allison se casó con un activista de derechos civiles llamado Ray (Yusuf Gatewood), Klaus inició una secta y Vanya, que tiene amnesia, vive con una pareja casada, Sissy (Marin Ireland) y Carl (Stephen Bogaert), trabajando como niñera de su hijo Harlan. Después de ser perseguido por los suecos, Diego escapa del manicomio con Lila (Ritu Arya), una amiga y compañera del asilo. Cinco encuentra a Luther en un club nocturno y le cuenta sobre la situación, pero Luther se niega a ayudar. |              |                          |                 |                                 |                               |
| 12 | 2            | «La grabación Frankel»   | Stephen Surjik  | Mark Goffman                    | 31 de julio de 2020           |
| Tres meses después de que Hazel le disparara, la Encargada regresa a la Comisión y se entera de que su jefe, un pez parlante llamado AJ, la ha descendido. Carl está borracho en el club de Jack Ruby; Vanya va a buscarlo y Luther la ve. En la casa de Elliott, Cinco, Diego y Lila ven una película que Hazel deslizó en el bolsillo de Cinco justo antes de morir. Diego y Cinco ven a Reginald en la película sosteniendo un paraguas en la plaza Dealey, presumiblemente durante el asesinato de Kennedy. Ray es arrestado, él y Klaus se unen a la cárcel y Klaus es liberado poco después. Cuando Allison visita a Ray en la cárcel, se da cuenta de que alguien tiene los mismos tatuajes en las manos que Klaus. Luther llega a la granja de Sissy y se disculpa con Vanya. Ella no lo recuerda y se va. Diego y Cinco se cuelan en la compañía de Reginald, y Cinco se encuentra con un joven Pogo. Diego y Reginald pelean y Reginald apuñala a Diego antes de irse. |              |                          |                 |                                 |                               |
| 13 | 3            | «Los suecos»             | Stephen Surjik  | Jesse McKeown                   | 31 de julio de 2020           |
| De vuelta en la casa de Elliott, Lila salva a Diego curándole las heridas y luego tienen relaciones sexuales. Vanya sale por la noche y es interceptada por los asesinos de pelo blanco (ahora conocidos como los suecos). La persiguen por un campo de maíz, disparándole, pero ella usa sus poderes para detenerlos. Cinco la encuentra y le explica la situación. Klaus usa sus poderes y habla con la policía y esta libera a Ray. Ray va a casa y encuentra a Luther buscando a Allison. Luther, que todavía siente algo por Allison, se marcha después de enterarse de que está casada. Mientras tanto, Allison participa en un plantón en un restaurante solo para blancos, organizado por Ray y otros afroamericanos. Ray va al restaurante pero es arrestado con el resto de los manifestantes. Allison usa sus poderes para hacer que un oficial de policía deje de golpear a Ray. Ray huye de ella, confundido acerca de quién es realmente. Klaus encuentra a Dave trabajando en una tienda de pintura; le dice a Ben que quiere evitar que Dave se aliste para ir a la Guerra de Vietnam. Lila deja a Diego y llega a un hotel, donde se revela que trabaja para la Comisión junto a la Encargada, a quien llama "mamá". |              |                          |                 |                                 |                               |
| 14 | 4            | «Los Majestic 12»        | Tom Verica      | Bronwyn Garrity                 | 31 de julio de 2020           |
| Antes de regrese donde Diego, la Encargada le ordena a Lila que proteja a Cinco a toda costa. Vanya se entera de que ella causó el apocalipsis original y regresa con la familia Cooper. Allison no puede explicarle a Ray lo que sucedió sin revelar su poder. Ella se va y encuentra a Luther, quien le cuenta sobre el próximo apocalipsis. Diego, Lila y Cinco visitan una gala a la que asistirá Reginald. Diego se encuentra con una Grace —su «mamá»— humana, que tiene una relación sentimental con Reginald. El trío es atacado por los asesinos suecos y luchan contra ellos, pero Reginald se va durante el caos de la pelea. Lila elige proteger a Cinco y deja a Diego para luchar contra dos de los asesinos. Harlan escucha el plan de Vanya de irse y huye. Ella va tras él, encuentra su juguete en un lago y usa sus poderes para rescatarlo. Al darse cuenta de que Harlan podría morir si se iba, Vanya decide quedarse. Después de no poder cambiar la opinión de Dave sobre unirse al ejército, Klaus comienza a beber y pasa la noche en casa de Allison. En la casa de Elliott, Luther le revela que el apocalipsis llegará en siete días. |              |                          |                 |                                 |                               |
| 15 | 5            | «Valhalla»               | Tom Verica      | Robert Askins                   | 31 de julio de 2020           |
| Vanya comienza una relación íntima con Sissy. En la casa de Elliott, Luther le dice a Cinco y a Diego que cuando llegó por primera vez a Dallas, fue a la Academia para ver a Reginald. Reginald lo echó, diciendo que odia a los niños y que nunca adoptaría a siete de ellos. El trío se reagrupa con el resto de la Academia para explicar su situación actual. Juntos, buscan a Reginald, creyendo que todos se presentaron en Dallas para salvar a John F. Kennedy. Después de haber sido expulsada del grupo por Cinco, Lila regresa con la Encargada para atraer a Cinco a reunirse con ellos en un almacén abandonado. En el bosque, los suecos se sienten atraídos por encontrar uno de los cuchillos de Diego en un árbol, pero es una trampa y Oscar explota y muere. Vanya deja a la familia Cooper después de enterarse de que Sissy todavía se acuesta con Carl. Luther y Diego reciben una invitación a una cena con Reginald. |              |                          |                 |                                 |                               |
| 16 | 6            | «Una cena ligera»        | Ellen Kuras     | Aeryn Michelle Williams         | 31 de julio de 2020           |
| En el almacén, la Encargada le dice a Cinco que enviará a su familia de manera segura de regreso a 2019 si mata a la junta de la Comisión en su reunión trimestral. Los seis hermanos reciben invitaciones para cenar con Reginald, donde intentan explicar su situación actual. Allison le muestra a Ray sus poderes, Diego le dice a Grace que Reginald planea matar a John F. Kennedy, y Carl espía a Sissy y Vanya mientras hacen el amor en un auto. Creyendo que Diego mató a su hermano, los dos suecos restantes visitan a Elliott, lo matan y dejan el mensaje Öga för öga (en español: «ojo por ojo») escrito con su sangre. Cinco acepta el trato de la Encargada. |              |                          |                 |                                 |                               |
| 17 | 7            | «Ojo por ojo»            | Ellen Kuras     | Nikki Schiefelbein              | 31 de julio de 2020           |
| Después de haber matado a la junta de la Comisión, la Encargada le entrega el maletín a Cinco, pero este solo tiene 90 minutos para reagruparse con el resto de la Academia y volver a la línea de tiempo normal en 2019. Vanya decide llevar a Sissy y Harlan con ella a la nueva línea de tiempo, y Allison decide llevarse a Ray. Mientras Ray y Allison se preparan para irse, son atacados por los dos hermanos suecos restantes. Allison usa sus poderes para hacer que Axel mate a Otto, después de lo cual se va. Varios agentes de policía detienen a Sissy, Harlan y Vanya; Sissy admite que le dejó una nota a Carl antes de irse. Vanya usa sus poderes para luchar contra ellos, pero es noqueada. Debido a que la Academia no se reagrupó a tiempo, Cinco se ve obligado a tirar el maletín con el que iban a viajar en el tiempo. |              |                          |                 |                                 |                               |
| 18 | 8            | «Las siete fases»        | Amanda Marsalis | Mark Goffman & Jesse McKeown    | 31 de julio de 2020           |
| Como puede hablar ruso, se sospecha de que Vannya es una espía de la KGB y es interrogada por el agente especial del FBI Willy Gibbs (Morgan Kelly). Vanya es drogada y torturada con descargas eléctricas y comienza a recordar su pasado. Siguiendo la información de Diego, Grace encuentra evidencia de que Reginald planea asesinar a Kennedy y termina con él. Lila secuestra a Diego para obligarlo a trabajar en la Comisión y seguir siendo su novio. Con la ayuda de Luther, Cinco se encuentra con una versión mayor de sí mismo para intentar quitarle el maletín de viaje en el tiempo. El viejo Cinco (Sean Sullivan) le cuenta a Luther su plan para evitar que Vanya provoque el apocalipsis original, un plan que resultaría en la muerte del joven Cinco. Herb (Ken Hall), un analista de la Comisión, ayuda a Diego a ver qué ocurrirá el 22 de noviembre de 1963. Vanya destruye un edificio del FBI y Kennedy no es asesinado, lo que conduce a la Tercera Guerra Mundial, creyendo que los soviéticos son la causa. Con la ayuda de Herb, Diego escapa y él, Klaus y Allison regresan a Dallas para evitar que Vanya explote el edificio. Sin embargo, la combinación de la tortura y el regreso de sus recuerdos hace que el poder de Vanya comience a aumentar hacia la explosión. |              |                          |                 |                                 |                               |
| 19 | 9            | «743»                    | Amanda Marsalis | Bronwyn Garrity & Robert Askins | 31 de julio de 2020           |
| Con los demás incapaces de llegar a Vanya, Ben entra en su mente. La comprensión de Ben de su situación y el intento de sus hermanos de salvarla, calma a Vanya y evita la explosión y el apocalipsis. El esfuerzo resulta ser demasiado para la forma fantasmal de Ben, y se va a la otra vida. Conectado de alguna manera con Vanya, Harlan experimenta su angustia. Sissy sostiene a Carl a punta de pistola; luchan por el arma y esta se dispara. Harlan desvía la bala que se dirige hacia él y mata a Carl. Siguiendo una pista de AJ, Herb descubre la orden de asesinato 743, que involucraba a Cinco (anciano) matando a los padres de Lila. Se lo presenta a Lila, quien se enfrenta a su madre y le pide explicaciones. Esto hace que Lila se enoje con Diego, sin saber que la Encargada fue quien aprobó el asesinato. El joven Cinco se entera del plan del viejo Cinco para matarlo, y con la ayuda de Luther, envía al viejo Cinco a la línea de tiempo original, pero accidentalmente destruye el maletín en el proceso. Debido a que el edificio del FBI no fue destruido, Kennedy continúa su desfile y es asesinado a pesar de los intentos de Diego de detenerlo. Furioso por el asesinato, Reginald se revela a sí mismo como un ser interdimensional y mata a sus amigos. En la Comisión la Encargada les dice a sus empleados que se preparen para la guerra. |              |                          |                 |                                 |                               |
| 20 | 10           | «El fin de algo»         | Jeremy Webb     | Steve Blackman                  | 31 de julio de 2020           |
| La Academia se entera de que son buscados como terroristas por supuestamente colaborar en el asesinato de Kennedy. Vanya y los demás sienten que Harlan está en problemas y van a la granja de Sissy. La Encargada llega con un ejército de agentes de la Comisión y Vanya los mata a todos. En ese momento, Lila revela que puede imitar los poderes de todos los de la Academia, y se dan cuenta de que es otro de los cuarenta y tres niños que nacieron el mismo día; la Encargada hizo que Cinco asesinara a sus padres para conseguir a Lila para ella. Los hermanos le revelan la verdad a Lila antes de que la Encargada mate a todos y, a su vez, Axel, el último sueco, le dispara. Herido de muerte, Cinco invierte el tiempo unos minutos y detiene a la Encargada. Axel mata a la Encargada de todos modos, pero acepta poner fin a su pelea con la Academia mientras Lila escapa. Vanya le quita sus poderes a Harlan, pero más tarde ella y Sissy terminan mutuamente su relación debido a la peligrosa vida de Vanya. Herb, que ahora lidera la Comisión, permite que la Academia use un maletín para regresar a 2019. Ray recibe una carta de despedida de Allison, Axel busca un nuevo comienzo en el culto de Klaus, Dave se va a la guerra y Sissy comienza una nueva vida con Harlan, que conserva las habilidades telequinéticas. En un 2019 alterado, la Academia descubre que un Reginald aún vivo formó la «Academia Sparrow» en lugar de la Academia Umbrella, que consta de cinco niños diferentes, un cubo verde flotante, y un Ben aún vivo. |              |                          |                 |                                 |                               |

### Tercera temporada (2022)
| N.º en serie | N.º en temp. | Título                           | Dirigido por  | Escrito por                             | Fecha de lanzamiento original |
| --- | ------------ | -------------------------------- | ------------- | --------------------------------------- | ----------------------------- |
| 21 | 1            | «Les presento a su familia»      | Jeremy Webb   | Steve Blackman y Michelle Lovretta      | 22 de junio de 2022           |
| Tras prevenir una catástrofe en Dallas, los hermanos Umbrella regresan a 2019, el día después del apocalipsis que estaba destinado a suceder pero se encuentran a una nueva Academia, controlada por los poderosos y hostiles Sparrow. Intentan dialogar con ellos pero todo termina en una pelea, dado esto ellos se dirigen a un hotel en el cual puedan hospedarse sin ningún tipo de preocupación o eso pensaban. Victor intenta tomar la batuta del grupo al intentar hablar con Marcus (Justin Cornwell), el número 1 de los Sparrow y al parecer logrará algo. |              |                                  |               |                                         |                               |
| 22 | 2            | «El ovillo más grande del mundo» | Cheryl Dunye  | Jesse McKeown                           | 22 de junio de 2022           |
| La presencia del kugglelblitz deja de ser tan insignificatnte y empieza a cobrar las vidas de algunos humanos, sin importarle quienes sean. Cuando Marcus, el número uno de los Sparrow desaparece, ellos culpan a los Umbrella y, debido a esto, toman a Luther como rehén. Allison descubre algo doloroso relaciona con su hija y lo que dejó en la otra línea temporal de 2019. Klaus lleva a Cinco a un revelador viaje en coche, en el cual Cinco evidencia la nueva tragedia que crearon.                                                                       |              |                                  |               |                                         |                               |
| 23 | 3            | «Lleno de luz»                   | Cheryl Dunye  | Robert Askins                           | 22 de junio de 2022           |
| Cuando la gente empieza a desaparecer, Cinco y Lila dejan sus diferencias de lado y hacen equipo para resolver su problema del kugglelblitz que acaban de crear, por lo tanto van a la comisión del tiempo a ver si ese desastre de tal magnitud puede tener una solución. Klaus vuelve a la academia, para esta vez encontrarse a una nueva versión de su padre, al parecer mucho más amoroso, amable y comprensivo que el que una vez conoció. |              |                                  |               |                                         |                               |
| 24 | 4            | «Kugelblitz»                     | Sylvain White | Aeryn Michelle Williams                 | 22 de junio de 2022           |
| Luther de los Umbrella, y Sloane (Génesis Rodríguez) de los Sparrow, idean un plan para poner fin a la guerra entre las familias, para así ellos poder tener el romance con el que alguna vez soñaron. Viktor se reconecta con alguien de su pasado pero al parecer ha vivido más de lo que Viktor se pueda imaginar. Cinco tiene una nueva psicosis paradojal y, al intentar buscar una solución, lo único que encuentra es una persona inesperada con una respuesta inútil.                                                                                         |              |                                  |               |                                         |                               |
| 25 | 5            | «El acto menos cruel»            | Sylvain White | Elizabeth Padden                        | 22 de junio de 2022           |
| La relación de Klaus con sus poderes resulta ser más compleja que el hecho de solo comunicarse con los muertos y junto con su padre decide descubrir y aprovechar al máximo este nuevo poder. Viktor finalmente descubre quién fue el causante de las muertes de las madres de los Umbrella y la razón por las cuales ellos no existen en esta nueva línea de tiempo. |              |                                  |               |                                         |                               |
| 26 | 6            | «Marigold»                       | Jeff F. King  | Lauren Otero                            | 22 de junio de 2022           |
| Cinco persigue a Pogo para continuar con el destino que tenía visualisado. Viktor y Harlan intentan hacer una transferencia de poderes para que esta vez Harlan sí pueda devolver todos sus poderes a Viktor y él finalmente pueda ser una persona normal sin poderes de por medio, y Diego y Lila se aventuran más allá del muro de la habitación del Búfalo Blanco encontrándose algo así como un mundo nuevo. |              |                                  |               |                                         |                               |
| 27 | 7            | «Auf Wiedersehen»                | Kate Woods    | Michelle Lovretta                       | 22 de junio de 2022           |
| En 1989, Lila descubre uno de los secretos de su madre. Las familias unen sus fuerzas para luchar contra el Kugelblitz para lo cual crean un plan por medio del cual puedan vencerlo de una vez por todas para salvar al universo. Reginald le enseña a Klaus a dominar sus poderes sin mayor problema. |              |                                  |               |                                         |                               |
| 28 | 8            | «Una boda en el fin del mundo»   | Paco Cabezas  | Jesse McKeown y Aeryn Michelle Williams | 22 de junio de 2022           |
| Mientras el universo colapsa a su alrededor, los hermanos se reúnen para una boda conformada por integrantes de las dos familias, Luther y Sloane. En esta boda solo se evidencia incomodidad y desenfreno y una rivalidad aun mayor entre Allison y Viktor |              |                                  |               |                                         |                               |
| 29 | 9            | «Las siete campanas»             | Paco Cabezas  | Robert Askins                           | 22 de junio de 2022           |
| Reginald intenta ganarse a sus hijos para convencerlos de que se adhieran a su plan. Sin embargo, esto no parece funcionar tal y como él espera a pesar del trato que hizo la noche anterior. Cinco trata de recuperar un recuerdo de su borrachera relacionado con los planes de su padre. Allison sospechosamente cambia de parecer con toda su familia y en especial con Viktor. |              |                                  |               |                                         |                               |
| 30 | 10           | «Oblivion»                       | Jeff F. King  | Steve Blackman y Robert Askins          | 22 de junio de 2022           |
| La familia se ve obligada a ir al otro lado de la habitación del búfalo blanco debido a una inesperada muerte y la creciente sospecha de que su misión no es lo que parece y que fueron reclutados para otra cosa nada relacionada con el kuglelblitz. |              |                                  |               |                                         |                               |

### Cuarta temporada (2024)
| N.º en serie | N.º en temp. | Título                                                    | Dirigido por | Escrito por | Fecha de lanzamiento original |
| ------------ | ------------ | --------------------------------------------------------- | ------------ | --- | ----------------------------- |
| 31           | 1            | «La insoportable tragedia de conseguir lo que uno quiere» | Jeremy Webb  | Steve Blackman y Jesse McKeown                                                                                      | 8 de agosto de 2024           |
| 32           | 2            | «Jean y Gene»                                             | Jeremy Webb  | Historia de: Molly Nussbaum, Robert Askins y Jesse McKeown. Guion de: Molly Nussbaum y Robert Askins.               | 8 de agosto de 2024           |
| 33           | 3            | «El calamar y la niña»                                    | Paco Cabezas | Aeryn Michelle Williams y Elizabeth Padden                                                                          | 8 de agosto de 2024           |
| 34           | 4            | «La limpieza»                                             | Paco Cabezas | Lauren Otero y Thomas Page McBee                                                                                    | 8 de agosto de 2024           |
| 35           | 5            | «Seis años, cinco meses y dos días»                       | Neville Kidd | Historia de: Robert Askins y Christopher High y Jesse McKeown y Andrew Raab. Guion de: Jesse McKeown y Andrew Raab. | 8 de agosto de 2024           |
| 36           | 6            | «Final del principio»                                     | Paco Cabezas | Steve Blackman | 8 de agosto de 2024           |

## Banda sonora
La banda sonora del programa se separa en dos tipos: la música original, que es instrumental y se usa para edificar el tono de las escenas en donde se utiliza, por lo que pasa algo desapercibida; y la música de archivo, una selección de canciones preexistentes que apunta a causar un efecto emotivo en el espectador aprovechando su carácter de clásicos de diferentes décadas, o bien por el contenido de su letra, que puede tener cierta relevancia con lo que se ve en pantalla.
Es en este último caso, donde The Umbrella Academy presenta un elemento que no es tan común en una serie de superhéroes, que son los montajes musicales; unos momentos en que, por unos segundos, la serie parece convertirse en un videoclip, pero nunca pierde su carácter narrativo y así, casi inadvertidamente para el espectador, la música se convierte en otro personaje más.

### Canciones
| N.º | Canción                                           | Intérprete                                     | Episodio |
| --- | ------------------------------------------------- | ---------------------------------------------- | -------- |
| 1   | Picture Book (Stereo Mix)                         | The Kinks                                      | 1        |
| 2   | Phantom of the Opera Medley                       | Lindsey Stirling                               | 1        |
| 3   | The Walker                                        | Fitz and the Tantrums                          | 1        |
| 4   | Homecoming                                        | Jeff Russo                                     | 1        |
| 5   | I Think We're Alone Now                           | Tiffany                                        | 1        |
| 6   | Istanbul                                          | They Might be Giants                           | 1        |
| 7   | Lonely Kids                                       | Jeff Russo                                     | 1        |
| 8   | Vanya                                             | Jeff Russo                                     | 1        |
| 9   | The Umbrella Academy                              | Jeff Russo                                     | 1        |
| 10  | Run Boy Run                                       | Woodkid                                        | 2        |
| 11  | Goody Two Shoes                                   | Adam Ant                                       | 2        |
| 12  | Don't Stop Me Now                                 | Queen                                          | 2        |
| 13  | Never Tear Us Apart                               | Paloma Faith                                   | 2        |
| 14  | Lost Woman                                        | The Yardbirds                                  | 3        |
| 15  | We're Through                                     | The Hollies                                    | 3        |
| 16  | Sinnerman                                         | Nina Simone                                    | 3        |
| 17  | Blood Like Lemonade                               | Morcheeba                                      | 4        |
| 18  | Shingaling                                        | Tom Swoon                                      | 4        |
| 19  | Mirage                                            | Toro y Moi                                     | 4        |
| 20  | This Year's Love                                  | David Gray                                     | 4        |
| 21  | Hazel and Agnes                                   | Jeff Russo                                     | 4        |
| 22  | In the Heat of the Moment                         | Noel Gallagher's High Flying Birds             | 5        |
| 23  | Mary                                              | Big Thief                                      | 5        |
| 24  | (Feels Like) Heaven                               | Fiction Factory                                | 5        |
| 25  | Symphony N.º 7 in A major, Op. 92: II. Allegretto | Johannes Walter, European Festival Orchestra   | 5        |
| 26  | I'll Make It Easy                                 | The Incredibles                                | 5        |
| 27  | Memory Bound                                      | Don Mcginnis                                   | 5        |
| 28  | Happy Together (feat. Ray Toro)                   | Gerard Way, Ray Toro                           | 5        |
| 29  | Soul Kitchen                                      | The Doors                                      | 6        |
| 30  | Dancing In the Moonlight                          | Toploader                                      | 6        |
| 31  | Kill of the Night                                 | Gin Wigmore                                    | 6        |
| 32  | One                                               | Three Dog Night                                | 7        |
| 33  | Caffeine                                          | DJ Roc                                         | 7        |
| 34  | Party in the Hague                                | DJ Roc                                         | 7        |
| 35  | Exit Music (For a Film)                           | RadioHead                                      | 7        |
| 36  | Stormy Weather                                    | Emmy Raver-Lampman                             | 8        |
| 37  | Something On Your Mind                            | Karen Dalton                                   | 8        |
| 38  | Stay with Me                                      | Mary J. Blige                                  | 8        |
| 39  | They Call Me a Fool                               | Damon                                          | 8        |
| 40  | Mad About You                                     | Hooverphonic                                   | 8        |
| 41  | Lundi Matin                                       | La Superstar des Comptines Rondes et Berceuses | 9        |
| 42  | Sunshine, Lollipops and Rainbows                  | Lesley Gore                                    | 9        |
| 43  | All Die Young                                     | Smith Westerns                                 | 9        |
| 44  | Vanya Locked Up                                   | Jeff Russo                                     | 9        |
| 45  | Barracuda                                         | Heart                                          | 10       |
| 46  | Saturday Night                                    | Bay City Rollers                               | 10       |
| 47  | Vanyas Orchestra                                  | Jeff Russo                                     | 10       |
| 48  | Vanyas Orchestra II                               | Jeff Russo                                     | 10       |
| 49  | Apocalypse                                        | Jeff Russo                                     | 10       |
| 50  | Hazy Shade of Winter (feat. Ray Toro)             | Gerard Way                                     | 10       |

## Producción

### Desarrollo
El 11 de julio de 2017, se anunció oficialmente que Netflix había ordenado una adaptación televisiva de la historieta The Umbrella Academy, creada por Gerard Way e ilustrada por Gabriel Bá, con diez episodios que se estrenarían en 2018, a partir de un guion escrito por Jeremy Slater y con Steve Blackman como productor ejecutivo y showrunner; además, Way sería coproductor ejecutivo. En octubre de 2018 se anunció la programación de su estreno para el 15 de febrero de 2019. El 2 de abril de 2019, se anunció que la serie se renovó para una segunda temporada. Esta segunda temporada se vio estrenada el 31 de julio de 2020. Netflix anunció el día 10 de noviembre de 2020 que había dado luz verde a una tercera temporada, la cual se estrenará el 22 de junio de 2022.

### Casting
En noviembre de 2017, se integraron a la serie Elliot Page, Tom Hopper, Emmy Raver-Lampman, David Castañeda, Robert Sheehan y Aidan Gallagher. En febrero de 2018, se integraron al reparto Mary J. Blige, Cameron Britton, Colm Feore, Adam Godley, Ashley Madekwe y John Magaro. El 9 de mayo de 2018, Kate Walsh se integró al reparto. El 20 de diciembre de 2018, se anunció que Emily Piggford había sido elegida para un papel recurrente.

### Rodaje
El rodaje de la primera temporada comenzó el 15 de enero de 2018 en Toronto (Canadá), y finalizó el 18 de julio de 2018.

### Promoción
En julio de 2018, se publicaron imágenes promocionales de la serie. El 8 de diciembre de 2018, se publicó un teaser trailer.